# Cannabis en Argentine
 (janvier 2017).
Si vous disposez d'ouvrages ou d'articles de référence ou si vous connaissez des sites web de qualité traitant du thème abordé ici, merci de compléter l'article en donnant les références utiles à sa vérifiabilité et en les liant à la section « Notes et références ».

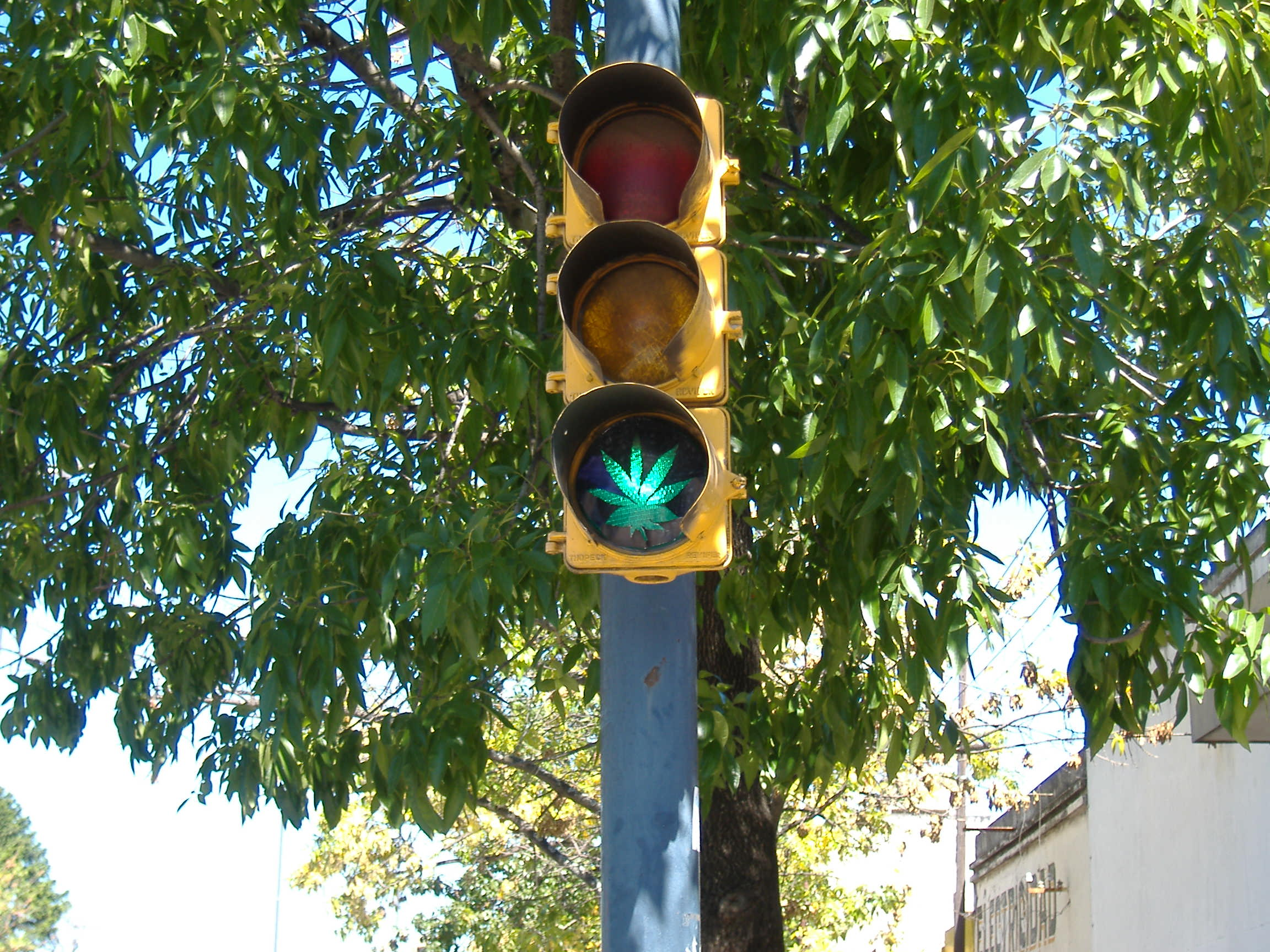
Un feu de circulation vandalisé à Rosario, en Argentine

En Argentine, la possession, la production, le transport et la consommation de fleurs, graines et plantes de cannabis destinées à un usage récréatif est punie par la loi n°23737 d'une peine pouvant aller jusqu'à 15 ans de prison.
La consommation en public est généralement tolérée parmi les jeunes adultes. Elle est tolérée à titre médical, mais pas légale.
La loi 27350 de 2017 sur le cannabis médicinal autorise les produits médicinaux à base de cannabis sous ordonnance et la recherche médicale.
Un récent décret du Président Alberto Fernandez daté du 11 novembre 2020 autorise la culture personnelle à des fins médicales après inscription sur le Registre du Programme du Cannabis (ReProCann).